# フォレストモール富士河口湖
フォレストモール富士河口湖（フォレストモールふじかわぐちこ）は、山梨県南都留郡富士河口湖町にあるショッピングセンターである。株式会社フォレストモールが運営する。
2011年3月24日に当時の郡内地方最大規模のショッピングセンターとして開業した。

## テナント
テナント一覧は公式サイトのショップガイドを参照。

## 近隣の商業施設
- 河口湖ショッピングセンター ベル[独自研究?]
- オギノ河口湖店[独自研究?]
- いちやまマートイッツモア赤坂店[独自研究?]